# Cerro Negro, Santa María Yolotepec
Cerro Negro är en ort i Mexiko.   Den ligger i kommunen Santa María Yolotepec och delstaten Oaxaca, i den sydöstra delen av landet, 300 km sydost om huvudstaden Mexico City. Cerro Negro ligger 1 810 meter över havet och antalet invånare är 121.
Terrängen runt Cerro Negro är kuperad åt nordost, men åt sydväst är den bergig. Runt Cerro Negro är det glesbefolkat, med 17 invånare per kvadratkilometer. Närmaste större samhälle är Santa Catarina Cuanana, 9,0 km sydväst om Cerro Negro. I omgivningarna runt Cerro Negro växer huvudsakligen savannskog.